# وست بروميتش ألبيون
نادي وست بروميتش ألبيون لكرة القدم (بالإنجليزية: West Bromwich Albion Football Club)‏ هو نادي كرة قدم إنجليزي محترف يقع في مدينة وست بروميتش غرب وسط البلاد إنجلترا تأسس في العام 1878 تحت مسمى "West Bromwich Strollers". يعد نادي ويست بروميتش أحد الأندية المؤسسة لدوري كرة القدم في إنجلترا منذ عام 1888م حيث اعتاد اللعب في الدرجة الممتازة معظم سنوات وجوده إلا أنه لم يتوّج بطلاً لإنجلترا سوى مرة واحدة فقط في تاريخه كانت عام 1920م، في حين كانت أفضل إنجازاته عل صعيد كأس إنجلترا والتي فاز بها خمس مرات.
بدأ مستوى النادي بالتراجع مع بداية الثمانينات حيث أمضى فترة طويلة للغاية بعيداً عن الدوري الممتاز منذ عام 1986 ولغاية 2002، وفي موسم 2008-09 عاد الفريق إلى الدوري الإنجليزي الممتاز بعدما احتل المركز الأول في الدرجة الثانية موسم 2007-08.

## الإنجازات
- الدوري الإنجليزي الدرجة الأولى / الدوري الإنجليزي الممتاز:

البطل (مره واحده): 1919–20
الوصيف (مرتين): 1924–25, 1953–54
- الدوري الإنجليزي الدرجة الثانية:

البطل (3 مرات): 1901–02, 1910–11, 2007–08
الوصيف (4 مرات): 1930–31, 1948–49, 2001–02, 2003–04
- كأس الاتحاد الإنجليزي لكرة القدم:

الفائز (5 مرات): 1888, 1892, 1931, 1954, 1968
الوصيف (5 مرات): 1886, 1887, 1895, 1912, 1935
- كأس رابطة الأندية الإنجليزية المحترفة (كأس كارلنغ):

الفائز (مره واحده): 1966
الوصيف (مرتين): 1967, 1970
- الدرع الخيرية

الفائز (مرتين): 1920, 1954
الوصيف (مرتين): 1931, 1968

## تشكيلة الفريق

### التشكيلة الحالية
آخر تحديث في 20 يوليو 2017.

ملاحظة: تشير الأعلام إلى المنتخب الوطني على النحو المحدد في قواعد الأهلية للفيفا. قد يحمل اللاعبون أكثر من جنسية واحدة غير تابعة للفيفا.
| الرقم | البلد            | المركز | اللاعب                   |
| ----- | ---------------- | ------ | ------------------------ |
| 1     | إنجلترا          | حارس   | بن فوستر                 |
| 2     | الكاميرون        | مدافع  | آلان نيوم                |
| 4     | ويلز             | مهاجم  | هال روبسون-كانو          |
| 5     | الأرجنتين        | وسط    | كلاوديو يعقوب            |
| 6     | أيرلندا الشمالية | مدافع  | جوني إيفانز              |
| 7     | إسكتلندا         | وسط    | جيمس موريسون             |
| 8     | إنجلترا          | وسط    | جاك ليفرمور              |
| 9     | فنزويلا          | مهاجم  | خوسيه سالومون روندون     |
| 10    | إسكتلندا         | وسط    | مات فيليبس               |
| 11    | أيرلندا الشمالية | وسط    | كريس برانت (نائب القائد) |
| 13    | ويلز             | حارس   | بواز ميهيل               |
| 14    | جمهورية أيرلندا  | وسط    | جيمس ماكلين              |
| 17    | إنجلترا          | مهاجم  | جاي رودريغيز             |
| 19    | إنجلترا          | وسط    | كالوم مكمانامان          |

| الرقم | البلد            | المركز | اللاعب                        |
| ----- | ---------------- | ------ | ----------------------------- |
| 22    | بلجيكا           | وسط    | ناصر الشاذلي                  |
| 23    | أيرلندا الشمالية | مدافع  | غاريث ماكاولي (القائد الثالث) |
| 25    | إنجلترا          | مدافع  | كريغ داوسون                   |
| 26    | مصر              | مدافع  | أحمد حجازي                    |
| 38    | إنجلترا          | حارس   | جاك جوزيف روز                 |
| 45    | إنجلترا          | مهاجم  | جوناثان ليكو                  |
| 47    | إنجلترا          | وسط    | صامويل فيلد                   |

### المعارون
ملاحظة: تشير الأعلام إلى المنتخب الوطني على النحو المحدد في قواعد الأهلية للفيفا. قد يحمل اللاعبون أكثر من جنسية واحدة غير تابعة للفيفا.
| الرقم | البلد   | المركز | اللاعب                                                |
| ----- | ------- | ------ | ----------------------------------------------------- |
|       | بلجيكا  | مدافع  | سيباستيان بوكونيولي (إلى نادي برايتون أند هوف ألبيون) |
|       | إنجلترا | وسط    | جوزيف وارد (إلى نادي توركواي يونايتد)                 |